# David di Donatello 1987
La 32a edició dels premis David di Donatello, concedits per l'Acadèmia del Cinema Italià va tenir lloc el 29 d'abril de 1987 al Capitoli de Roma. El premi consistia en una estatueta dissenyada per Bulgari.

## Guanyadors

### Millor pel·lícula
- La famiglia, dirigit per Ettore Scola
- Regalo di Natale, dirigit per Pupi Avati
- Storia d'amore, dirigit per Francesco Maselli

### Millor director
- Ettore Scola - La famiglia
- Pupi Avati - Regalo di Natale
- Francesco Maselli - Storia d'amore

### Millor director novell
- Giorgio Treves - La coda del diavolo
- Antonietta De Lillo i Giorgio Magliulo - Una casa in bilico
- Giuseppe Tornatore - Il camorrista

### Millor argument
- Ruggero Maccari, Furio Scarpelli i Ettore Scola - La famiglia
- Pupi Avati e Giovanni Bruzzi - Regalo di Natale
- Francesco Maselli - Storia d'amore

### Millor productor
- Franco Cristaldi i Bernd Eichinger - Il nome della rosa (Der Name der Rose)
- Antonio Avati - Regalo di Natale
- Franco Committeri - La famiglia

### Millor actriu
- Liv Ullmann - Mosca addio
- Valeria Golino - Storia d'amore
- Stefania Sandrelli - La famiglia

### Millor actor
- Vittorio Gassman - La famiglia
- Diego Abatantuono - Regalo di Natale
- Gian Maria Volonté - Il caso Moro

### Millor actriu no protagonista
- Lina Sastri - L'inchiesta
- Valentina Cortese - Via Montenapoleone
- Stefania Sandrelli - La sposa era bellissima

### Millor actor no protagonista
- Leo Gullotta - Il camorrista
- Justino Dìaz - Otello
- Gigi Reder - Superfantozzi
- Mattia Sbragia - Il caso Moro

### Millor músic
- Riz Ortolani - Festa di laurea (ex aequo)
- Nicola Piovani - Ginger e Fred (ex aequo)
- Armando Trovajoli - Maccheroni

### Millor cançó original
- Regalo di Natale, de Riz Ortolani - Regalo di Natale
- Giovanni Nuti - Stregati
- Detto Mariano - Il burbero

### Millor fotografia
- Tonino Delli Colli - Il nome della rosa (Der Name der Rose)
- Ricardo Aronovich - La famiglia
- Franco Di Giacomo - L'inchiesta

### Millor escenografia
- Dante Ferretti - Il nome della rosa (Der Name der Rose)
- Mario Chiari - Via Montenapoleone
- Luciano Ricceri - La famiglia

### Millor vestuari
- Gabriella Pescucci - Il nome della rosa (Der Name der Rose)
- Anna Anni e Maurizio Millenotti - Otello
- Gabriella Pescucci - La famiglia

### Millor muntatge
- Francesco Malvestito - La famiglia
- Amedeo Salfa - Regalo di Natale
- Jane Seitz - Il nome della rosa

### Millor enginyer de so directe
- Raffaele De Luca - Regalo di Natale
- Fabio Ancillai - La famiglia
- François Waledisch - La coda del diavolo

### Millor actriu estrangera
- Norma Aleandro - La historia oficial
- Deborah Kerr - The Assam Garden
- Sabine Azéma - Mélo

### Millor actor estranger
- Dexter Gordon - Al voltant de mitjanit ('Round midnight)
- Jeremy Irons - La missió (The Mission)
- Michael Caine - Hannah i les seves germanes (Hannah and her sisters)

### Millor director estranger
- James Ivory - Una habitació amb vista (A Room with a View)
- Luis Puenzo – La historia oficial
- Alain Cavalier - Thérèse

### Millor productor estranger
- Fernando Ghia i David Puttnam - La missió (The Mission)
- Marcelo Piñeyro - La historia oficial
- Maurice Bernart - Thérèse

### Millor guió estranger
- Woody Allen - Hannah i les seves germanes (Hannah and Her Sisters)
- Oliver Stone - Platoon
- Aida Bortnik i Luis Puenzo - La historia oficial

### Millor pel·lícula estrangera
- Una habitació amb vista (A Room with a View), dirigit per James Ivory
- La historia oficial, dirigit per Luis Puenzo
- La missió (The Mission) - dirigit per Roland Joffé

### Premi Alitalia
- Anna Maria Clementelli
- Silvio Clementelli
- Damiano Damiani
- Fulvio Lucisano

### David Luchino Visconti
- Alain Resnais

### David René Clair
- Jean-Jacques Annaud

### David especial
- Elena Valenzano